# Mildrixia constitutionella
Mildrixia constitutionella är en fjärilsart som beskrevs av Dyar 1914. Mildrixia constitutionella ingår i släktet Mildrixia och familjen mott. Inga underarter finns listade i Catalogue of Life.